# Marché Champlain
Le marché Champlain est un grand marché public de la ville de Québec ayant existé entre 1860 et 1910. Situé près des installations portuaires de la ville, il est le voisin du marché Finlay.

## Histoire

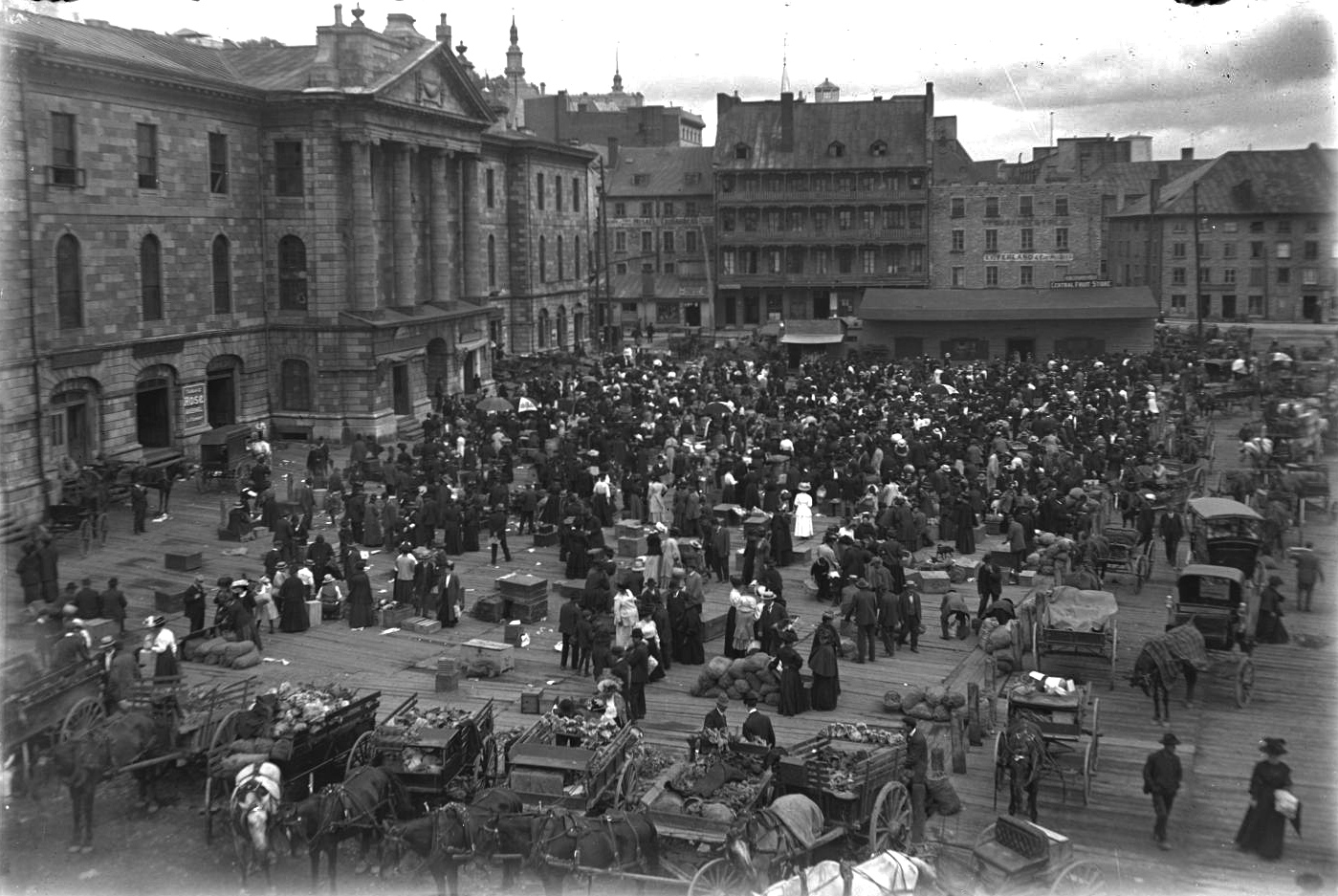
En août 1910.

Avant le XIXe siècle, l'emplacement qu'occupera le marché Champlain se trouve dans les eaux du fleuve Saint-Laurent à un endroit nommé l'Anse du Cul-de-Sac. Ce petit havre sera fermé du côté ouest vers 1750 pour en faire un chantier naval. Le tout est remblayé en 1854.
En 1856, la compagnie du Grand Tronc construit un terminus ferroviaire à cet endroit. À l'image du marché Bonsecours de Montréal, Québec veut se doter d'un vaste marché intérieur. Une grande halle de style néo-classique y est érigée entre 1858 et 1860. La façade est construite en partie de pierres provenant du premier hôtel du Parlement, incendié en 1854. Haut de trois étages, long de 70 mètres et large de 30 mètres, cet imposant bâtiment ne sera jamais totalement occupé.
La place publique située devant la halle accueille des centaines d'étals. Plusieurs auberges, tavernes et buvettes bordent la rue du Marché-Champlain, encore existante.
Le marché est incendié en 1899. En 1908, il est vendu au Chemin de fer transcontinental. Il est démoli en 1910 après un second incendie. On y projetait la construction d'une gare, mais c'est plutôt la gare du Palais qui fut construite. De nos jours, ce terrain est occupé par la gare fluviale de Québec et un stationnement.

## Projet de reconstruction
À l'approche des élections québécoises d'octobre 2022, la Coalition avenir Québec propose de reconstruire le marché Champlain dans son architecture originale, de même que l'esplanade qui faisait face au marché. Le premier étage du marché serait consacré à la vente de produits du terroir, tandis que le deuxième étage abriterait des restaurants. La gare maritime présente sur ce site serait démantelée pour faire place à un quai où accosterait des navettes fluviales pour piétons, en remplacement des traversiers actuels transportant des véhicules qui eux seraient redirigés vers le tunnel autoroutier entre Québec et Lévis. 
Au lendemain des élections, la pertinence du projet est mise en doute par des commerçants du Grand marché de Québec, présumément en raison du manque d'accessibilité du site et d'une division de l'offre. Le gouvernement promet la mise en place d'un bureau de projet pour mener des études sur la reconstruction du marché.
En mai 2023, à la suite de l'abandon du projet de tunnel autoroutier, la concrétisation du projet devient incertain.

## Hommages
La rue du Marché-Champlain a été nommée pour situé le marché lorsqu'il était actif et pour rappeler le souvenir de ce marché par la suite. La nomination a eu lieu vers 1860.